# Severní vápencové Alpy
Severní vápencové Alpy (německy Nördliche Kalkalpen) jsou jedna ze tří geomorfologických subprovincií Východních Alp. Na západě jsou ohraničeny tokem Rýnu a Bodamským jezerem, na severovýchodě pak Dunajem u Vídně.

## Geologická stavba
Severní vápencové Alpy jsou tvořeny rozsáhlými horninovými příkrovy, které byly tlakem způsobeným podsunováním jadranské kry sunuty 100 až 120 km směrem k severu. Zbytky zarovnaného povrchu vyskytující se zde v různých nadmořských výškách svědčí o tom, že do miocénu nevznikla podélná údolí charakteristická pro dnešní říční síť. Od konce pliocénu došlo k výzdvihu o nejméně 1000 m a k vytvoření podélných údolí (např. Inn, Salzach, Enns). Charakteristický je zde značný rozvoj krasových tvarů. Rozsáhlé krasové náhorní plošiny působí dojmem kamenitých pouští – např. Totes Gebirge, Hochkönig, Steinernes Meer. Četné jsou zde ponorné toky a krasové prameny – např. z krasových vyvěraček v pohořích Schneeberg, Rax a Hochschwab získává pitnou vodu město Vídeň. V pohoří Tennengebirge jsou největší ledové jeskyně na světě – Eisriesenwelt (42 km chodeb).

## Geomorfologické členění
Severní vápencové Alpy se člení na 24 základních oblastí:
| Číslo | Podcelek                      | Nejvyšší hora          | Výška (m) |
| ----- | ----------------------------- | ---------------------- | --------- |
| 1     | Bregenzský les                | Glatthorn              | 2133      |
| 2     | Allgäuské Alpy                | Großer Krottenkopf     | 2657      |
| 3a    | Lechquellengebirge            | Große Wildgrubenspitze | 2753      |
| 3b    | Lechtalské Alpy               | Parseierspitze         | 3036      |
| 4     | Wetterstein a Mieminger Kette | Zugspitze              | 2962      |
| 5     | Karwendel                     | Birkkarspitze          | 2749      |
| 6     | Rofan                         | Hochiss                | 2299      |
| 7a    | Ammergauské Alpy              | Daniel                 | 2340      |
| 7b    | Bayerische Voralpen           | Krottenkopf            | 2086      |
| 8     | Kaisergebirge                 | Ellmauer Halt          | 2344      |
| 9     | Loferer Steinberge            | Birnhorn               | 2634      |
| 10    | Berchtesgadener Alpen         | Hochkönig              | 2941      |
| 11    | Chiemgauer Alpen              | Sonntagshorn           | 1960      |
| 12    | Salzburger Schieferalpen      | Hundstein              | 2117      |
| 13    | Tennengebirge                 | Raucheck               | 2431      |
| 14    | Dachstein                     | Hoher Dachstein        | 2995      |
| 15    | Totes Gebirge                 | Grosser Priel          | 2513      |
| 16    | Ennstaler Alpen               | Hochtor                | 2365      |
| 17a   | Hory Solné komory             | Gamsfeld               | 2028      |
| 17b   | Hornorakouské předhůří        | Hoher Nock             | 1963      |
| 18    | Hochschwab                    | Hochschwab (hora)      | 2277      |
| 19    | Mürzstegské Alpy              | Hohe Veitsch           | 1982      |
| 20    | Schneeberg                    | Schneeberg             | 2075      |
| 21    | Ybbstalské Alpy               | Hochstadl              | 1919      |
| 22    | Türnitzské Alpy               | Großer Sulzberg        | 1400      |
| 23    | Gutensteinské Alpy            | Reisalpe               | 1399      |
| 24    | Wienerwald                    | Schöpfl                | 893       |